# 般陽路

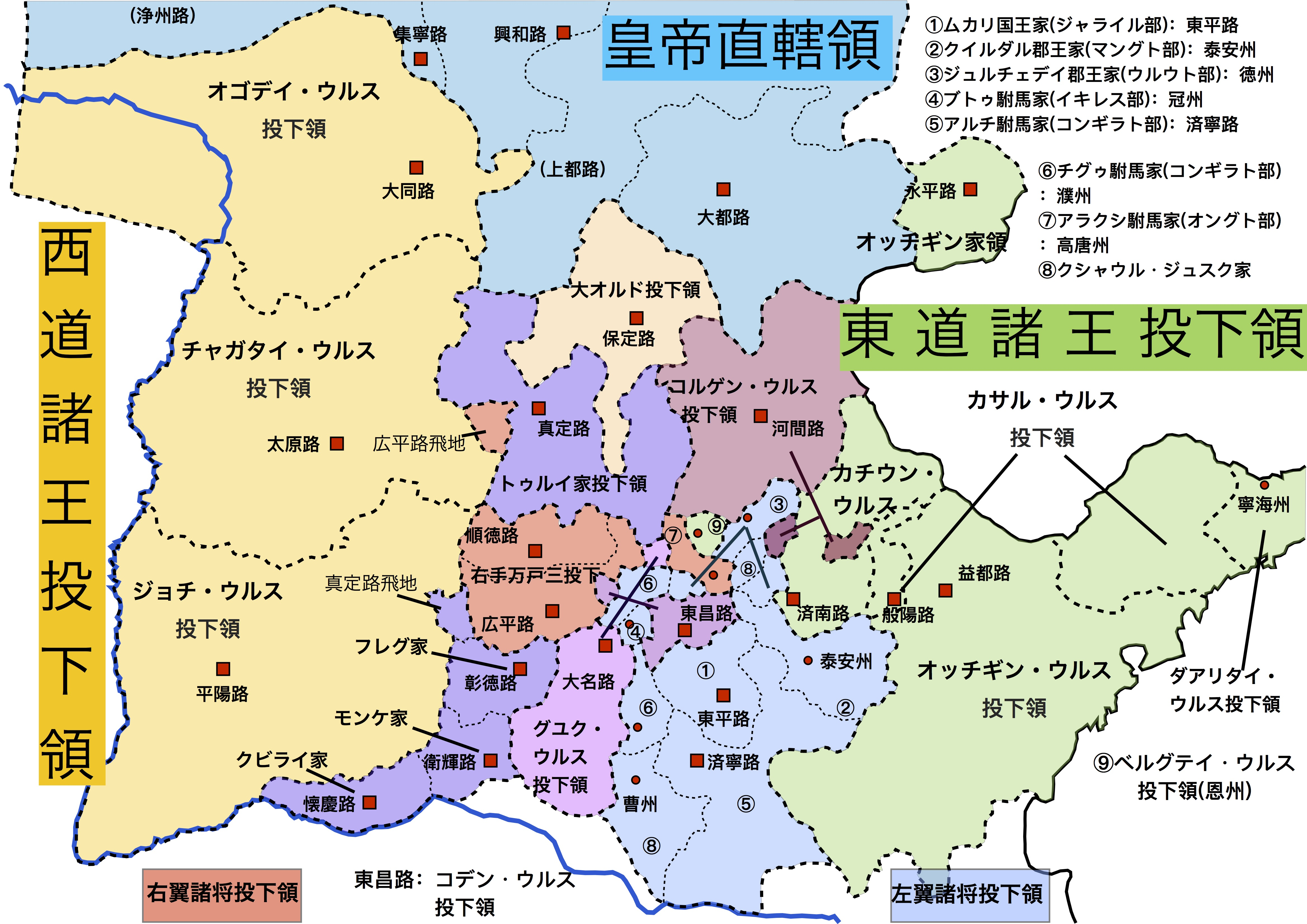
モンゴル時代の華北投下領。般陽路は右に位置する。

般陽路（はんようろ）は、中国にかつて存在した路。モンゴル帝国および大元ウルスの時代に現在の山東省淄博市一帯と、そこから東に約150kmほど離れた煙台市一帯に設置された。治所は淄川県で、大元ウルスの行政上は中書省に直属する地域（腹裏/コルン・ウルス）であった。
旧名を淄萊路と言い、チンギス・カンの次弟のジョチ・カサルを始祖とするカサル・ウルスの投下領であった。

## 歴史
唐代の淄州を前身とする。チンギス・カンによる最初の金朝遠征の際、ジョチ・カサルらチンギス・カンの弟達の一族（東道諸王）と国王ムカリらの率いる「左翼軍」は遼東・遼西地方から南下して山東半島一帯を攻略し、後の永平路一帯もモンゴル帝国の勢力下に入った。金朝遠征が成功裏に終わると、チンギス・カンは配下の諸王・諸将にそれぞれが攻略を担当した地域を領地（投下領）として与えており、この時現在の山東省西部一帯はカサル家の勢力圏とされたと見られる。
1236年、第2代皇帝オゴデイはチンギス・カン時代の領土の分配を追認する形で河北の諸路を諸王・勲臣に分配した（丙申年分撥）が、この時ジョチ・カサルの子のイェグはカサル家の代表として益都・済南地方に投下領を得た。この分撥を切っ掛けとして、イェグは『元史』において「淄川王」の王号で記されるようになる。
1264年（中統5年）には淄州は昇格して淄萊路となる。さらにその23年後、1287年（至元24年）に淄萊路は般陽路と改称され、これ以後元代を通じて「般陽路」という名称が定着する。奇しくもこの2カ月後にはカサル王家も含む東道諸王による叛乱（ナヤン・カダアンの乱）が勃発しており、叛乱鎮圧後にカサル・ウルスでは新たにバブシャが当主とされた。バブシャの当主在任期間は比較的長く、般陽路統治についての記録は多く残されており、杉山正明らによる詳細な研究がある。特に巳年（至元30年／1293年と見られる）11月18日付けで下された令旨（王族による命令）の碑文（「八不沙大王令旨碑」）には般陽路にまつわる貴重な記録があり、13世紀末においてもカサル・ウルスのモンゴリア本領（エルグネ河畔）と般陽路の間には密接なやり取りがありカサル家の支配が強くおよんでいたことが明確に示されている。
1303年（大徳7年）7月にはバブシャ配下のアンチ（angči,猟戸）が般陽路で囲猟することが禁ぜられた。この1件については『通制条格』に詳細な記事があり、これによるとバブシャ配下のアンチは般陽路で冬期に行営、囲猟を行い農民の生活をかき乱していたため、ハルガスン丞相らによってアンチによる行営・囲猟を禁じるよう上奏がなされ、裁可が下ったという。この1件によって元代中期においても華北投下領（般陽路）にはモンゴルの王家から送り込まれた遊牧系の部民が活動していたことが確認される。1308年（大徳11年）には新たにクルク・カアン（武宗カイシャン）が即位し、バブシャは斉王に封ぜられたが、この王号は般陽路の位置する山東半島の古名（斉）に由来するものであり、これ以後カサル王家は代々斉王を自称するようになった。
朱元璋が明朝を建国すると、般陽路は般陽府と改められた。

## 管轄州県
般陽路には録事司、12県（内4県が路の直轄）、2州が設置されていた。

### 4県
- 淄川県
- 長山県
- 新城県
- 蒲台県[10]

### 2州
- 萊州…掖県・膠水県・招遠県・萊陽県を管轄する[11]
- 登州…蓬萊県・黄県・福山県・棲霞県を管轄する[12]

なお、路直轄の4県（現在の淄博市一帯）から他の2州（現在の煙台市一帯）は益都路を挟んだ飛び地となっているが、このような飛び地が存在するのはモンゴル時代初期に設定された投下領を前提として、後からそれを追認する形で行政区画が定められたためである。